# Kap-Goldmull
Der Kap-Goldmull (Chrysochloris asiatica) ist eine kleine Art der Goldmulle. Er kommt endemisch im südwestlichen Afrika vor, dort bewohnt er ein relativ großes Gebiet, das vor allem die eher trockenen Landschaften der Karoo und des Fynbos umfasst. Die Tiere sind vergleichsweise weit verbreitet und bevorzugen sandige Habitate, haben sich aber auch in Kulturlandschaften wie Gärten und Parks angesiedelt. Ihr spindelförmiger Körper, dem äußerlich sichtbare Ohren sowie ein Schwanz fehlen, und ihre kräftigen Vorderbeinen mit den großen Grabklauen befähigen sie gut, im Erdreich zu graben. Dort legen sie oberflächennahe Tunnelsysteme an, verbringen aber auch einen gewissen Teil ihrer Aktivitäten an der Erdoberfläche. Sie sind nachtaktiv, einzelgängerisch und ernähren sich von Wirbellosen. Die Fortpflanzung findet wahrscheinlich während der feuchten Jahresabschnitte statt. Allgemein kann die Lebensweise des Kap-Goldmulls als wenig erforscht angesehen werden. Die Art wurde im Jahr 1758 von Linnaeus wissenschaftlich eingeführt, sie stellt somit den ersten benannten Vertreter der Goldmulle dar. Aufgrund ihrer vielgestaltigen Fellfärbung und bestimmter Größenvariationen wurden im Lauf der Forschungsgeschichte zahlreiche Unter- und Synonymarten beschrieben. Der Bestand gilt als nicht bedroht.

## Merkmale

### Habitus
Der Kap-Goldmull ist ein kleiner Vertreter der Goldmulle mit einer starken morphologischen Variabilität. Die Kopf-Rumpf-Länge reicht von 9,4 bis 11,5 cm, die Angaben zum Körpergewicht liegen bei 34 bis 60 g. Ein auffälliger Geschlechtsdimorphismus konnte bisher nicht festgestellt werden, Männchen werden allerdings durchschnittlich etwas größer als Weibchen. Wie alle Goldmulle zeichnet sich auch der Kap-Goldmull durch einen spindelförmigen Körper aus, Ohren und Schwanz sind äußerlich nicht sichtbar. Das Rückenfell besitzt eine vielfältige Farbgebung, die von schwärzlich über schiefergrau oder braungrau bis zu olive grau oder silbrig braun reicht. Die Unterseite ist zumeist etwas heller gefärbt, es überwiegen schwärzliche, blass cremig graue oder gräulich weiße Farbtöne. Die Einzelhaare hier sind oft blasser an der Brust und grauer am Bauch. Die Unterwolle ist dicht und schiefergrau getönt. Teilweise tritt auch Albinismus auf, die entsprechenden Individuen erscheinen hell oder goldbraun. Das Gesicht und das Kinn werden durch auffallend helle, cremig gelbliche Markierungen akzentuiert, die oftmals mit weißlichen Haaren vermischt sind. Zu den Wangen hin hellen die Flecken weiter auf, die Augen, die unter dem Fell verborgen liegen, heben sich durch weißliche Farbflecken hervor. Das lederige Nasenpolster ist 9 bis 10 mm breit und besitzt stumpfe, aber deutliche Ecken. Die Gliedmaßen besitzen einen charakteristisch kräftigen Bau, sie enden vorn in vier, hinten in fünf Strahlen. Am Vorderfuß haben sich kräftige Krallen ausgebildet. Die Kralle des Mittelstrahls (Strahl III) erreicht mit einer Länge von 10 bis 12 mm und einer basalen Breite von 3,5 bis 4,6 mm wie bei allen Goldmullen die größten Ausmaße. An den beiden Innenstrahlen (Strahlen I und II) bestehen kürzere Krallen, die 5,5 bis 7,2 mm (II) und 3 bis 4,5 mm (I) lang werden. Dagegen ist die Klaue des äußeren Strahls (Strahl IV) in ihrer Länge stark reduziert und kaum sichtbar. Die Hinterfußlänge beträgt 9 bis 14 mm.

### Schädel- und Gebissmerkmale
Der Schädel misst 21,1 bis 25,4 mm in der Länge und 16,1 bis 19,2 mm in der Breite. Dadurch wirkt er sehr kurz und breit, die größte Schädelbreite entspricht etwa 70 bis 78 % der größten Schädellänge. Das Rostrum ist vergleichsweise schmaler gestaltet, die Gaumenweite liegt bei 30 bis 32 % der größten Schädellänge. Ein besonders Kennzeichen findet sich in dem markant verlängerten und dadurch keulenartig geformten Kopf des Hammers im Mittelohr. Dieser ist mit einem Längen-Breiten-Verhältnis von 3:1 schmaler als der vom nahe verwandten Visagies Goldmull (Chrysochloris visagiei), dessen Länge die Breite um das Doppelte übertrifft. Der Hammerkopf lagert in einer knöchernen Blase, die sich äußerlich sichtbar an der Schläfengrube aufwölbt. Durch die Vergrößerungen des Hammers kann der gesamte Ohrknochen ein Gewicht von bis zu 20 mg erreichen. Das Gebiss besteht aus 40 Zähnen, die Zahnformel lautet: {\displaystyle {\frac {3.1.3.3}{3.1.3.3}}}. Der hinterste Molar ist in der Regel vorhanden, Ausnahmen bilden einige Tiere aus Namaqualand. Er kann nagelartig gestaltet sein oder aber wie die vorderen Mahlzähne ein dreihöckeriges (tricuspides) Kauflächenmuster aufweisen, das Merkmal ist je nach Abkauungsgrad unterschiedlich ausgebildet. Ein Talonid kommt an den unteren Molaren nicht vor. Die gesamte obere Zahnreihe vom Eckzahn bis zum letzten Backenzahn wird 5,4 bis 6,7 mm lang.

## Verbreitung

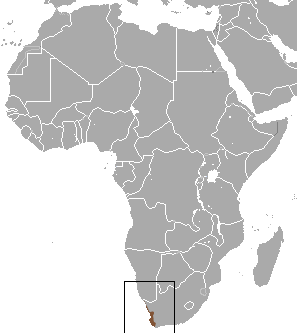
Verbreitungsgebiet (braun) des Kapgoldmull

Der Kap-Goldmull ist endemisch im südwestlichen Afrika verbreitet. Sein Vorkommen reicht von der Kap-Halbinsel in der südafrikanischen Provinz Westkap ostwärts über die Cape Flats bis nach Swellendam in derselben Provinz und nordwärts entlang der Atlantikküste bis nach Port Nolloth in der Provinz Nordkap. Im Landesinneren ist die Art um Ceres, Worcester und Stellenbosch im Süden sowie um Calvinia, Garies und Kamieskroon im Norden nachgewiesen. Das gesamte Verbreitungsgebiet erstreckt sich über eine Fläche von 82.000 km². Es befindet sich in der südwestlichen Trockenzone Afrikas, allerdings kommen die Tiere nicht in den sehr trockenen Bereichen der Karoo vor. Der angebliche Nachweis eines Individuums des Kap-Goldmulls im nördlicher gelegenen Damaraland in Namibia ist vermutlich eine Fehlbestimmung der Fundlokalität. Die Art bevorzugt sandige Habitate mit verschiedenen Vegetationstypen. Häufig ist sie im Fynbos, in der Sukkulent-Karoo und im Renosterveld nachgewiesen. Sie dringt auch in Kulturlandschaften wie Gärten, Parks, Weinanbaugebiete oder Rasenflächen vor. Dagegen ist sie seltener in felsigen Arealen anzutreffen, allerdings haben einzelne Populationen auch Gebirgsplateaus erschlossen. Die Populationsdichte kann in günstigen Habitaten recht hoch sein und beträgt dann bis zu vier Individuen auf einem Hektar. Bei Stellenbosch kommt der Kap-Goldmull sympatrisch mit dem Fynbos-Goldmull (Amblysomus corriae) vor, bevorzugt aber trockenere Landschaften.

## Lebensweise

### Territorialverhalten
Die Lebensweise des Kap-Goldmulls ist nur wenig untersucht. Er gräbt oberflächennahe Tunnel, die von Büschen oder Steinansammlungen ausgehen, wo sich meistens auch ein Nest befindet, und auswärts führen. Gelegentlich gräbt er tiefere Gänge, diese heben sich dann durch einen Auswurfhügel am Eingang hervor. In Namaqualand wurde beobachtet, dass die Tiere auch die Auswurfhügel von Strandgräbern durchdringen. Allgemein lebt der Kap-Goldmull einzelgängerisch mit Ausnahme von Muttertieren mit Nachwuchs. Bei gelegentlichen Aufeinandertreffen von zwei Individuen im Untergrund stoßen die Tiere Tschirplaute mit Grundfrequenzen um 2,2 kHz aus und ziehen sich zurück. Teilweise sind solche Aufeinandertreffen auch mit gegenseitigem Beißen verbunden.
Die Tiere sind nachtaktiv, die Intensität der Aktivitäten nimmt häufig nach Regenfällen zu. Einen Teil ihrer nächtlichen Streifzüge legen sie auch an der Oberfläche zurück. In den trockenen Sommermonaten sind sie aber nur selten an der Erdoberfläche anzutreffen. Durchschnittlich beträgt die Körpertemperatur des Kap-Goldmulls 32,9 °C bei moderaten Außentemperaturen von 28 bis 32 °C, was in etwa der thermoneutralen Zone entspricht. Sie ist damit vergleichsweise niedrig, erst bei höheren Außentemperaturen ab 32 °C steigt sie auf über 36 °C an. Die niedrige Körpertemperatur im Normalbereich geht mit einer ebenfalls reduzierten Stoffwechselrate im Ruhezustand einher, der nur etwa 68 % des Wertes bei gleich großen Insektenfressern erreicht. Beides mindert die Gefahr von Überhitzung bei gesteigerten Aktivitäten in den engen Tunnelsystemen, was beispielsweise während der trockenen Sommermonate mit einem geringeren Nahrungsangebot von Vorteil ist. Bei abkühlenden Umgebungstemperaturen steigt die Stoffwechselrate um das Vierfache an. Ab etwa 9 °C Außentemperatur kann ein Torpor eintreten, bei dem sich der Metabolismus wieder auf ein Fünftel absenkt.

### Ernährung
Der Kap-Goldmull ernährt sich insekten- und fleischfressend, die Nahrung besteht überwiegend aus Regenwürmern, Landasseln, Hundert- und Tausendfüßern sowie Insektenlarven, darunter unter anderem solche von Schwarzkäfern. Berichten zufolge suchen die Tiere Strände auf, um dort Flohkrebse oder Asseln zu erbeuten, die häufig an verrottendem Seetang sitzen.

### Fortpflanzung
Wie bei den meisten Goldmullen ist nur wenig über das Fortpflanzungsverhalten bekannt. Jungtiere wurden bisher hauptsächlich in den Monaten Juni bis August beobachtet, was eine Geburtenhäufigkeit in der feuchteren Jahreszeit vermuten lässt. Ein Wurf besteht aus einem bis drei Jungtieren. Die Neugeborenen kommen als Nesthocker zur Welt und sind nahezu nackt. Ein untersuchtes Junges war 47 mm lang und besaß einen 16 mm langen Kopf. Der Nachwuchs bleibt zwei bis drei Monate beim Muttertier und wird gesäugt. Die Individualentwicklung scheint recht langsam abzulaufen. Die Jungen  sind sehr aktiv und geben grunzende Laute von sich. Bemerkenswert ist, dass die Zähne erst kurz vor dem Erreichen des Erwachsenenstadiums durchbrechen.

### Fressfeinde und Parasiten
Reste des Kap-Goldmulls werden häufig in Gewöllen der Schleiereule nachgewiesen, was eine entsprechende Oberflächenaktivitäten der Goldmullart nahelegt. Über Parasiten und Krankheiten liegen keine Informationen vor.

## Systematik
Der Kap-Goldmull ist eine Art aus der Gattung der Kapgoldmulle (Chrysochloris). Innerhalb der Gattung wird gegenwärtig mit Visagies Goldmull (Chrysochloris visagiei) eine weitere Art geführt. Die Kapgoldmulle wiederum bilden einen Teil der Familie der Goldmulle (Chrysochloridae), welche kleinere, bodengrabende Säugetiere aus der Überordnung der Afrotheria einschließt. Die Goldmulle sind endemisch in Afrika verbreitet, der größere Teil der Vertreter ist dabei im südlichen Teil des Kontinents beheimatet. Nur einige wenige Arten bewohnen auch den östlichen oder zentralen Teil. Sie stellen aufgrund ihrer unterirdischen Lebensweise Habitatspezialisten dar, deren Lebensraum zumeist eng umrissen ist. Innerhalb der Familie können zwei ökologische Gruppen unterschieden werden. Eine Gruppe besteht aus den Bewohnern trockener bis teils halbwüstenartiger Landschaften beispielsweise der Wüstengoldmull (Eremitalpa), einige Vertreter der Kapgoldmulle wie etwa der Kap-Goldmull sowie die Angehörigen von Cryptochloris. Die andere Gruppe setzt aus den Arten der offenen Gras- und Savannenlandschaften sowie der Wälder zusammen, dazu zählen unter anderem die Kupfergoldmulle (Amblysomus), Arends’ Goldmull (Carpitalpa arendsi) oder die Vertreter der Gattungen Neamblysomus und Chlorotalpa. Über die innere Gliederung der Goldmulle herrscht gegenwärtig noch keine vollständige Einigung. Der Bau des Hammers im Mittelohr befürwortet zwei oder drei Unterfamilien: die Amblysominae mit einem normal gebauten Malleus, die Chrysochlorinae mit einem stark verlängerten Kopf des Malleus und die Eremitalpinae mit einem kugelig aufgeblähten Kopf des Malleus. Nach Meinung anderer Forscher bilden die beiden letztgenannten wiederum nur eine einzelne Unterfamilie, die Chrysochlorinae. Dieser anatomisch basierte Untergliederung der Goldmulle widersprechen teilweise aber die Ergebnisse molekulargenetischer Untersuchungen. Bezugnehmend auf die Kapgoldmulle bildet Cryptochloris den nächsten Verwandten, was sowohl skelettanatomisch als auch genetisch unterstützt wird. Die Vertreter beider Gattungen zeichnen sich durch einen keulenartig verlängerten Kopf des Malleus aus, der bei Chrysochloris außerordentlich lang, bei Cryptochloris nicht ganz so deutlich ausgeprägt ist.

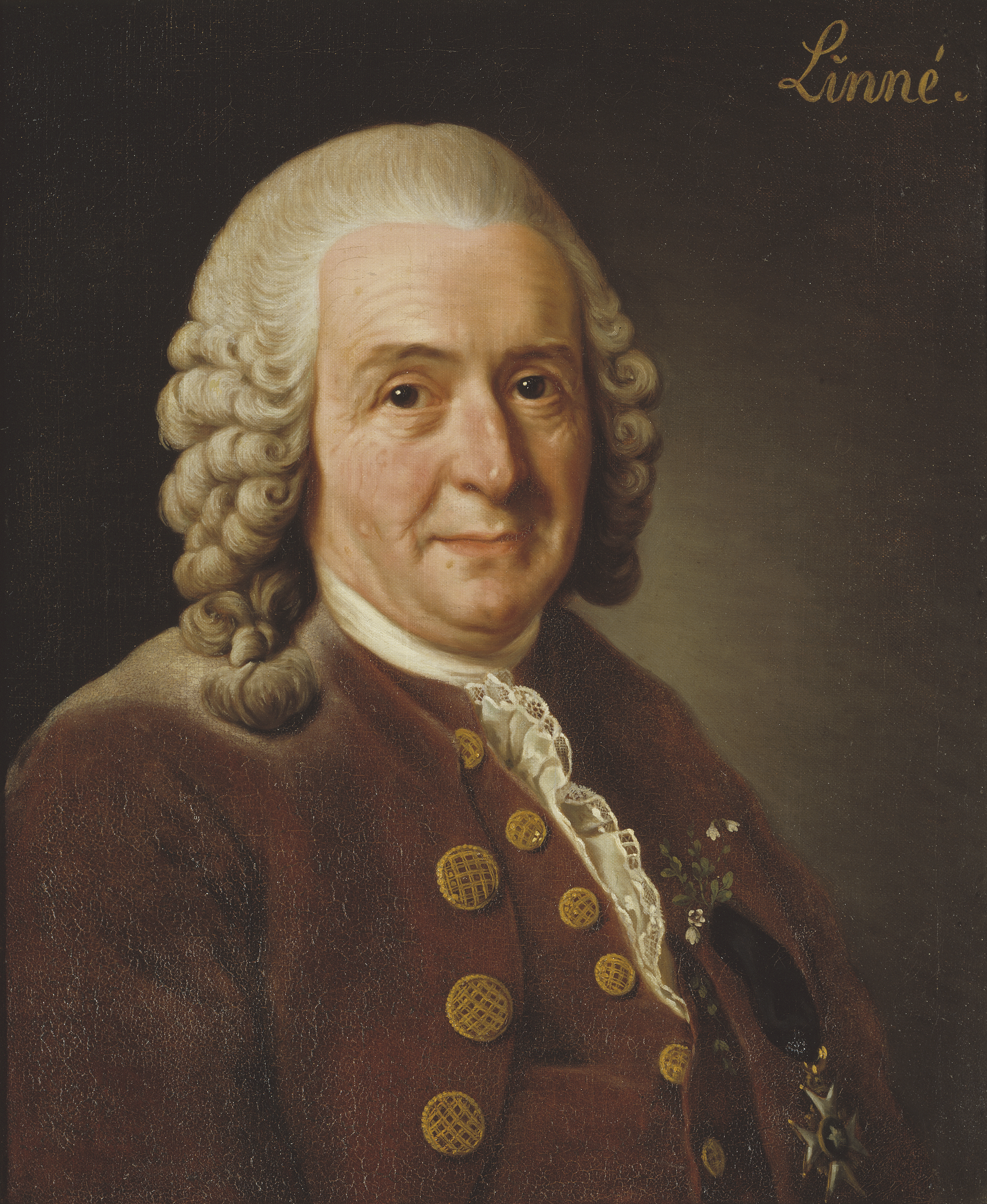
Carl von Linné

Auffällig ist eine starke Größen- und Farbvariation des Kap-Goldmulls. So sind Individuen von der Kap-Halbinsel größer und dunkler, das Körperfell zeigt eine schwärzlich graue Färbung, die teilweise von einem Dunkelbraun durchsetzt ist. Dagegen haben Tiere aus dem Namaqualand einen kleineren Körperwuchs und ein helleres Fell, das von Süd nach Nord weiter ausbleicht, so dass die Tönung von olive braun über hellbraun bis silbrig braun reicht. Neben den äußerlichen Merkmalen lässt sich auch eine deutliche Variation in der Skelettanatomie feststellen, etwa in der Gestalt des Kopfes des Hammers im Mittelohr. Die starke Variabilität des Kap-Goldmulls führte in der forschungsgeschichtlichen Vergangenheit zur Aufstellung zahlreicher Unter- beziehungsweise Synonymarten. So kreierte unter anderem Robert Broom im Jahr 1907 mit C. namaquensis und C. tenuis zwei Formen aus Garies im Namaqualand, die sich lediglich in der relativen Schädelbreite unterscheiden. Zwölf Jahre später folgte Austin Roberts mit C. minor von Klaver am Olifants River in der südafrikanischen Provinz Westkap, während Oscar de Beaux 1921 C. bayoni von Robben Island bei Kapstadt benannte. Von Guy Chester Shortridge und Donald Carter stammt die Form C. concolor aus dem Jahr 1938, die zuvor westlich von Nieuwoudtville nahe Calvinia in der Provinz Nordkap gesammelt worden war. Allein 1946 führte Broom drei weitere Vertreter ein, C. dixoni, C. elegans und C. shorlridgei, deren Vorkommen sich auf einzelne Fundpunkte in Namaqualand beschränkte. Unterschiede zwischen den drei Formen bestehen in einzelnen Farbvariationen und Abweichungen im Handskelett sowie in der Gestaltung des Kopfes des Malleus. Ihnen schlossen sich 1950 mit C. a. laylori und C. a. visserae zwei weitere vom selben Autor an, deren Herkunft mit Lamberts Bay beziehungsweise Eendekuil angegeben wird. Auch hier zeigen beide Formen einzelne Unterschiede im Bau der Hand und des Hammerkopfes. Bereits 1838 hatte William Ogilby C. damarensis aus dem Damaraland in Namibia beschrieben, die genaue Herkunft des Typusmaterials ist aber unklar, möglicherweise stammt es aus dem südlicher gelegenen Namaqualand. Die variierenden Fellfärbungen und Körpergrößen werden heute mit einer klinalen Anpassung an die Umgebung und weniger mit der Existenz zahlreicher Unterarten erklärt. Deutliche Farbunterschiede innerhalb einzelner Populationen lassen zudem annehmen, dass bereits lokale Bestände eine höhere Variabilität zeigen. Es besteht darüber hinaus Untersuchungsbedarf, ob nicht einzelne Populationen eventuell eigenständige Arten darstellen. Das Verbreitungsgebiet des Kap-Goldmulls liegt im Bereich des westlichen Kap-Faltengürtels, dessen gebirgige Erhebungen als natürliche Barriere zwischen den einzelnen Fundlokalitäten fungieren und so größeren Genfluss verhindern könnten.
Die wissenschaftliche Erstbeschreibung des Kap-Goldmulls erfolgte im Jahr 1756 durch Linnaeus in seinem für die biologische Taxonomie bedeutenden Werk Systema Naturae. Er benannte die Art Talpa asiatica und stellte sie damit zu den Eurasischen Maulwürfen. Als Heimat des Kap-Goldmulls vermutete Linnaeus „Sibiria“, wobei er die entscheidenden Daten aus dem im Jahr 1734 erschienenen Werk Thesaurus von Albert Seba entnommen hatte. Heute wird die Typuslokalität allgemein mit dem Kap der Guten Hoffnung angegeben.

## Bedrohung und Schutz
Der Lebensraum des Kap-Goldmulls hat in den letzten 350 Jahren dramatische Veränderungen durchlaufen, die durch die Ausdehnung der menschlichen Siedlungen und Intensivierung der Landwirtschaft bedingt sind, in jüngerer Zeit kommen noch die Erschließung der Küstenregion für den Tourismus und der oberflächennahe Diamantabbau hinzu. Trotz dieser gravierenden Überprägungen ist die Art noch relativ weit verbreitet. Durch ihre Befähigung, sich an Kulturlandschaften anzupassen, konnte sie sich neue Lebensräume erschließen. Lokal werden einzelne Tiere von streunenden Hunden und Katzen erlegt, aber wohl wegen der zähen Haut und des nach Moschus riechenden Sekrets ihrer großen Afterdrüsen nicht gefressen. Sie sind außerdem bei Gärtnern und Landschaftspflegern unbeliebt, da ihre oberflächennahen Tunnel Pflanzen zerstören. Die IUCN führt den Kap-Goldmull aufgrund fehlender größerer Bedrohungen als „ungefährdet“ (Least Concern). Er ist in zahlreichen Schutzgebieten präsent.